# Гузув (Любуське воєводство)
Гузув (пол. Guzów, нім. Guschau) — село в Польщі, у гміні Ясень Жарського повіту Любуського воєводства.
Населення — 223 особи (2011).
У 1975-1998 роках село належало до Зеленогурського воєводства.

## Демографія
Демографічна структура станом на 31 березня 2011 року:
|          | Загалом | Допрацездатний вік | Працездатний вік | Постпрацездатний вік |
| -------- | ------- | ------------------ | ---------------- | -------------------- |
| Чоловіки | 105     | 22                 | 74               | 9                    |
| Жінки    | 118     | 28                 | 64               | 26                   |
| Разом    | 223     | 50                 | 138              | 35                   |